# La Vie de plaisir
Pour plus de détails, voir Fiche technique et Distribution.
La Vie de plaisir est un film français d'Albert Valentin, sorti en 1944.

## Synopsis
Albert Maulette, directeur du cabaret La Vie de plaisir est amoureux d'Hélène de Lormel. Les parents de celle-ci, aristocrates au bord de la ruine, exigent de Maulette qu'il vende son établissement avant de devenir leur gendre. La cohabitation de Maulette, franc et direct, avec sa belle-famille, noyée dans les conventions et l'hypocrisie, est difficile.

## Fiche technique
- Titre : La Vie de plaisir
- Réalisation : Albert Valentin
- Scénario : Albert Valentin
- Adaptation et dialogues : Charles Spaak
- Assistant-réalisateur : Marcel Cariven
- Décors : Guy de Gastyne
- Photographie : Charlie Bauer, Paul Cotteret
- Musique : Paul Durand
- Son : Georges Leblond
- Système d'enregistrement : Tobis Klangfilm Eurocord
- Montage : Christian Gaudin
- Coordinateur des effets spéciaux : Nicolas Wilcké
- Producteur : Alfred Greven
- Production : Continental-Films
- Distributeurs :Alliance Cinématographique Européenne (d'origine), Tamasa Distribution
- Tournage : du 27 septembre à octobre 1943
- Pays :  France
- Format :  Noir et blanc - 1,37:1 - 35 mm - Son mono
- Genre : Comédie dramatique
- Durée : 85 minutes
- Date de sortie :
  - 16 mai 1944 en France

## Distribution
- Albert Préjean : Albert Maulette, le tenancier de la boîte de nuit parisienne "La Vie de Plaisir"
- Claude Génia : Hélène de Lormel, la fille d'une famille d'aristocrates, sœur de François, dont Albert est amoureux
- Aimé Clariond : Monsieur de Lormel, un aristocrate dont les affaires sont en perdition, le père d'Hélène et de François
- Jean Servais : le vicomte Roland de la Chaume, un oisif, le beau-frère d'Hélène et mari de Denise
- Yolande Laffon : Gabrielle de Lormel, la femme d'un aristocrate dans les affaires,  la mère d'Hélène et de François
- Hélène Constant : Denise de la Chaume, la femme du vicomte Roland
- Claude Nollier : Aline, une danseuse de "La Vie de Plaisir" dont François est amoureux
- Maurice Escande : Comte Roger de Boieldieu, le fiancé mondain d'Hélène
- Yves Deniaud : Gaston, le maître d'hôtel de "La Vie de Plaisir" qui devient le valet de chambre d'Albert
- Noël Roquevert : Maître Marion, l'avocat d'Albert
- Pierre Magnier : Monseigneur l'évêque, l'oncle d'Hélène
- Jean Pâqui : François de Lormel, le frère d'Hélène, amoureux d'une danseuse de "La Vie de Plaisir"
- Marcel Carpentier : Gasparini, l'homme qui rachète "La Vie de Plaisir"
- Louis Vonelly : le général
- Léon Walther : Célestin, le valet des de Lormel
- Paul Delauzac : l'antiquaire
- Julienne Paroli : la comtesse de Merly, la femme d'un avocat
- Roger Karl : Maître Gaëtan de Merly, un noceur, l'avocat d'Hélène et l'avocat-conseil de François
- Marguerite de Morlaye : une femme
- Gustave Gallet : un actionnaire
- Louis Saintève : le tailleur
- Albert Michel : un ecclésiastique
- Roger Vincent : un invité

## Commentaire
Le film connut à sa sortie un destin semblable à celui du Corbeau d'Henri-Georges Clouzot. Crédité de la note maximale de 6 par la Centrale catholique du cinéma à sa sortie au printemps 1944, le film est également interdit après la Libération. La critique acerbe de la noblesse et du clergé déplaît aux Vichystes, la violence des attaques laisse croire à de la propagande allemande pour ternir l'image de la France. Albert Valentin sera interdit de studios à vie (comme Clouzot ou Henri Decoin) et ne se remettra jamais vraiment de la sanction, bien qu'ayant repris le chemin des plateaux en 1948.